# The Devil Went Down to Georgia
The Devil Went Down to Georgia é uma canção escrita e interpretada por Charlie Daniels Band, lançada em seu álbum de 1979 Million Mile Reflections.
A música trata da aposta entre o violinista Johnny e o Diabo, onde a vitória de Johnny lhe garantiria um violino de ouro, no entanto caso ele perdesse o Diabo levaria sua alma. A música é caracterizada pelos solos de violino que representam a batalha onde o primeiro representa o solo do Diabo e o segundo o de Johnny.

## História
Charlie Daniels disse que a ideia para esta canção veio de um poema que leu na escola chamado The Mountain Whippoorwill (A ave americana da montanha) por Stephen Vincent Benet. Diz Daniels: "Tínhamos ido e ensaiada, por escrito, e gravou a música para o nosso álbum Million Mile Reflexion, e, de repente, nós dissemos, 'Nós não temos uma canção com violino. Eu não sei por que não descobrir isso, mas nós saímos e tomamos um par de dias de pausa do estúdio de gravação, entrou em um estúdio de ensaio e eu só tinha esta ideia: "The Devil Went Down To Geórgia. A ideia pode ter vindo de um poema antigo que Stephen Vincent Benet escreveu há muitos, muitos anos. Ele não usou essa linha, mas eu apenas comecei, e a banda começou a tocar, e a primeira coisa que você sabe que nós tinhamos abaixo."
Stephen Vincent Benet é mais conhecido por seu poema narrativo Guerra Civil Americana, pelo qual ganhou o Prêmio Pulitzer 1929. Ele escreveu The Mountain Whippoorwill depois de ler um artigo no Literary Digest descrevendo como o jovem Lowe Stokes havia derrotado o estadista mais velho de violinistas Geórgia, Fiddlin John Carson, nos 1924 Atlanta Fiddlers Convention.
Em março de 1925, Century revista impressa pela primeira vez balada literária de Stephen Vincent Benet The Mountain Whippoorwill: Como Hill-Billy Jim ganhou o prêmio do Grande Violinista. O narrador do poema é uma criança órfã que imagens de seu pai como um "violino feito de madeira louro de montanha" e sua mãe como uma ave. Ele entra e ganha Mostrar Essex County Fiddlers, após brigar durante toda a noite e acreditando que ele perdeu quando a multidão vai completamente em silêncio. Ele ganha um novo violino.

## Covers

### Versão de Steve Ouimette
Steve Ouimette compôs uma versão thrash metal dessa música, produzida para o jogo Guitar Hero III: Legends of Rock. Nesta versão, solos de violino são substituídos por duas guitarras solistas, embora as letras e premissa geral permanecem os mesmos. No jogo, o Diabo é o chefe final que você tem que vencer. Daniels declarou a sua oposição à versão de sua música no jogo: "Para dizer a verdade toda a coisa me incomodava e me impressionou como algo que não é a coisa mais saudável do mundo para mentes jovens, impressionáveis a ser expostos a, mas a única coisa que realmente me foi o que tinham feito com a minha música. a canção, "The Devil Went Down To Georgia ', que eu escrevi, é suposto ser uma novidade alegre sobre um concurso mexer entre um menino e o diabo o diabo sempre perde. Isso não é o caso com o Guitar Hero versão que vem completo com um chifre, diabo a tocar guitarra que luta o jogador e muitas vezes ganha. Eu quero que nenhum de vocês, pais lá fora, cujos filhos têm este jogo para saber que eu não concedeu essas pessoas a minha permissão para perverter a minha música e estou desgostoso com o resultado. "

## Continuação
O violinista Mark O'Connor lançou no álbum Heroes uma continuação da música chamada The Devil Comes Back to Georgia, esta composta por Johnny Cash, Marty Stuart e Travis Tritt, contando a volta do Diabo, 10 anos depois, para tentar se vingar de Johnny que o derrotou da última vez.